# Liste des Commonwealth Heritage auf der Weihnachtsinsel
Die Liste des Commonwealth Heritage listet alle Objekte auf der Weihnachtsinsel auf, die in die Commonwealth Heritage List aufgenommen wurden. Grundlage der Liste ist der Environment Protection and Biodiversity Conservation Act aus dem Jahr 1999. Im Jahr 2018 waren die folgenden Gebiete als Commonwealth Heritage gelistet.
- Administrators House Precinct (Tai Jin House), Precinct
- Settlement Christmas Island, genannt Flying Fish Cove
- Drumsite Industrial Area, Drumsite
- Poon Saan Group, Poon Saan
- Malay Kampong Group, Jalan Panyai

Nicht Teil dieser Liste, aber ebenfalls gesetzlich geschützt ist der Weihnachtsinsel-Nationalpark.